# Фарниев, Константин Солтиевич
Константин Солтиевич Фарниев (осет. Фӕрниаты Къоста Солтийы фырт, Фӕрнион Къоста; 2 мая 1908 года, село Средний Урух, Терская область — 1937 год) — осетинский журналист, редактор, писатель, поэт и драматург. Считается одним из первых романистов осетинской литературы.

## Биография
Родился в 1908 году в крестьянской семье в селе Средний Урух. Начальное образование получил в родном селе, затем обучался во Владикавказе. Получал высшее образование в Московском институте журналистики и Московском педагогическом институте. Член ВКП(б).
В 1925 году опубликовал свои первые стихотворения в осетинской периодической печати. В 1927 году его произведения были изданы в общем поэтическом сборнике «Уандындз» (Свирель) со стихотворениями Нигера и Мисоста Камбердиева.
С 1926 года — редактор газеты «Ногдзауты газет» (Пионерская газета) во Владикавказе. С 1931 года проживал в Цхинвале, где трудился редактором литературной газеты «Большевикон аивад» (Большевистское искусство), затем — директором Юго-Осетинского книжного издательства, директором местного драматического театра. В 1930 году издал поэтический сборник «Зæй» (Лавина) и в 1932 году — роман «Уады уынæр», который считается одним из первых романов на осетинском языке. В 1933 году возвратился в Орджоникидзе, где возглавил Северо-Осетинский книготорг. В последующем был редактором детского журнала «Сырх дидинӕг» (Красный цветок).
В 1934 году участвовал в работе Первого съезда советских писателей с правом решающего голоса.
Проживал в доме № 3 на современной улице Никитина во Владикавказе. В 1937 году был репрессирован. В этом же году умер. Реабилитирован посмертно.